# Achaea atrimacula
Achaea atrimacula is een vlinder van de familie van de spinneruilen (Erebidae). De wetenschappelijke naam van deze soort is voor het eerst voorgesteld door Max Gaede in een publicatie uit 1917.
De soort komt voor in Congo-Kinshasa, Tanzania en Malawi.